# 이마이치 류지
이마이치 류지(일본어: 今市 隆二, 1986년 9월 2일 ~ )는 일본의 가수이며, 3대째 J Soul Brothers의 보컬이다.
교토부 출생. 카나가와 현 카와사키 시 성장. LDH 소속.

## 내력
2006년 7월부터 열린 《VOCAL BATTLE AUDITION》에 참가. 1차 심사를 통과하지만, 2차 심사에서 낙선.
2010년 2월부터 열린 《VOCAL BATTLE AUDITION 2》에 참가. 파이널까지 남는다. 9월 15일, 최종 라이브 심사에서 토사카 히로오미와 함께 합격. 3대째 J Soul Brothers의 보컬로 결정된다. 9월 27일, 《FANTASY 후야제 ~EXILE 혼~》에서 첫 피로된다.
11월 10일, 싱글 〈Best Friend's Girl〉로 데뷔.

## 인물
- avex WORLD AUDITION 2008 아티스트 부문 준그랑프리 획득[3].
- 보컬 아카데미 오브 도쿄 출신[4].

## 출연

### 버라이어티
- EX-LOUNGE (2012년 11월 ~ 2013년 3월, TBS)

### CM
- 모이스트 다이안 〈오일 샴푸〉 (2013년)
- 사만사 타바사 (2014년)
- beats by dr. dre (2014년)
- 아오야마 상사 양복 아오야마 (2015년)
- 산토리 〈더 몰츠〉 (2015년 9월 ~ )

### 라디오
- Keep On Dreaming (2011년 ~ 2013년, FM 요코하마)
- SPARK (2014년 ~ , J-WAVE)